# 杨廷宝故居
杨廷宝故居又名成贤小筑，是中国已故建筑大师杨廷宝于1946年10月自行设计建造的私人住宅，位于江苏省南京市玄武区成贤街104号，紧邻杨廷宝曾长期任教的东南大学校园。

## 历史
杨廷宝去世后，该宅由家属居住。1992年被列为南京市文物保护单位，2002年升格为江苏省文物保护单位，2012年作为杨廷宝故居纪念馆对外开放。故居位于成贤街东侧，整个院落占地约1000平方米，临街朝西设铁制双开院门，门内有10余米水泥路，路旁种植冬青，院内还种有竹、松树、椿树、枇杷树等，散设门房、花房、厨房、卫生间平房和菜畦。住宅的主体建筑位于院落东北，为坐北朝南3开间的砖混结构2层西式楼房，建筑面积164平方米。外墙米色灰粉，设木制门窗，红色平瓦屋面。
2011年9月23日，玄武区政府、新街口街道、东南大学及杨廷宝家属代表杨士英签署协议，由政府出资对故居进行修缮加固，东南大学建筑学院义务主持设计施工，家属将故居无偿提供给政府进行与建筑学有关的公益活动。2012年12月23日，杨廷宝故居纪念馆在杨廷宝逝世30周年纪念日正式开放。